# Henri Négresco
Henri Négresco, all'anagrafe Alexandru Negrescu (Bucarest, 1870 – Parigi, 14 maggio 1920), è stato un imprenditore francese. 
Di origini rumene, fu noto per essere stato il fondatore dell'omonimo Hôtel Négresco di Nizza.

## Biografia

### L'infanzia e la formazione
Alexandru Negrescu nacque a Bucarest nel 1870 da Maria Radescu e Jan Negrescu, un oste rumeno. Nel 1883, dopo aver lavorato come apprendista della celebre pasticceria Casa Capşa di Bucarest, il giovanissimo Alexandru lasciò la famiglia per trasferirsi a Parigi, dove studiò come maggiordomo. Successivamente Alexandru Negrescu si spostò a Londra, mentre nel 1893 decise di trasferirsi a Monte-Carlo. 

### Il trasferimento nel Principato di Monaco
Giunto a Monte-Carlo il giovane Negrescu mutò il proprio nome in Henri Négresco e, grazie alla sua intraprendenza, riuscì a diventare mâitre presso l'Hôtel Helder, entrando in contatto con una clientela di alto profilo, prevalentemente composta da miliardari inglesi, americani, aristocratici e nobili francesi e italiani appartenenti alla cosiddetta cafè society del tempo.
Durante la permanenza nel Principato di Monaco Négresco ebbe modo di conoscere membri della dinastia Vanderbilt e della famiglia Rockfeller, ma anche industriali come Basil Zaharoff, Isaac Merritt Singer e Charles Lefranc, un noto commerciante di Nizza. Fu proprio quest'ultimo a mettere in contatto Henri Négresco con Édouard Baudouin, responsabile del Casinò Municipal di Nizza, fino a che Négresco ricevette l'offerta di ricoprire il ruolo di direttore del ristorante del casinò.

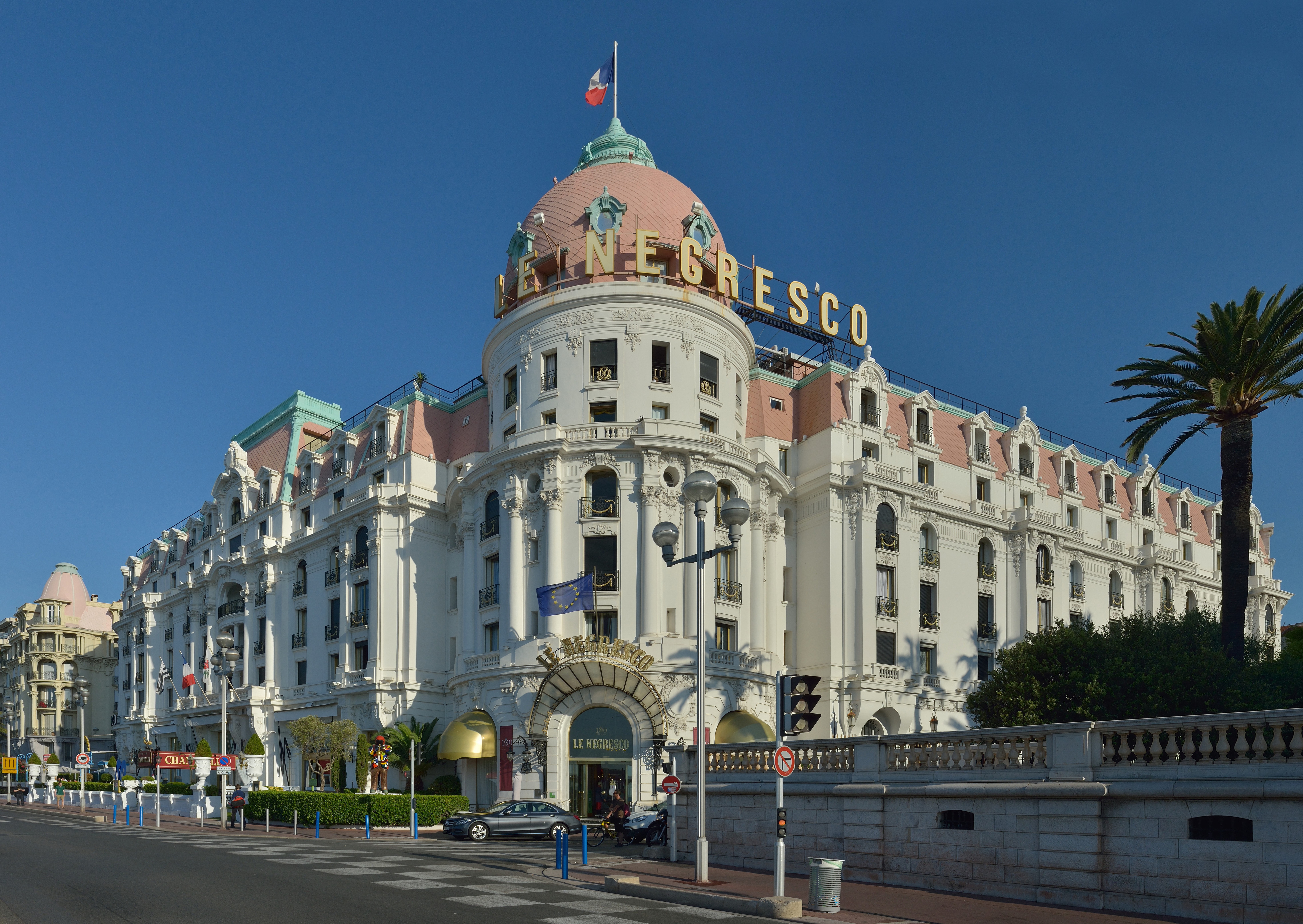
Una veduta d'insieme dell'Hôtel Negresco dalla Promenade des Anglais

### Il trasferimento a Nizza e l'apertura dell'Hôtel Negresco
Trasferitosi a Nizza nei primi anni del Novecento, Négresco iniziò a maturare l'idea di aprire una propria attività, convinto delle possibilità che Nizza offriva, essendo meta sempre più prediletta dall'aristocrazia inglese ed europea. Fu così che nel 1910 Négresco ottenne i finanziamenti per affidare l'ambizioso progetto di un sontuoso albergo al celebre architetto Édouard-Jean Niermans che, entusiasta del suo nuovo incarico, era già noto per aver realizzato prestigiosi edifici parigini tra cui il Moulin Rouge, il Folies Bergère, nonché il rifacimento del celeberrimo Hôtel de Paris di Monte-Carlo. Contemporaneamente Henri Négresco assunse anche la gestione del ristorante del casinò di Enghien-les-Bains, al tempo stesso meta dei suoi brevi periodi di vacanza.
Il 4 gennaio 1913 l'Hôtel Negresco venne inaugurato in grande stile, alla presenza di una clientela selezionata e di ben otto sovrani europei. Presto l'albergo divenne meta e luogo di ritrovo dell'aristocrazia e dell'alta borghesia francese tra cui alcuni industriali del settore automobilistico come De Dion-Bouton e Pierre Alexandre Darracq che figurarono anche come suoi cofinanziatori. Gli affari prosperarono a tal punto da registrare incassi semestrali fino a 200.000 Franchi e l'albergo diventò presto una delle nuove icone del lusso della Costa Azzurra.

### Il declino e la morte
Tuttavia nel 1914 la prima guerra mondiale interruppe i suoi sogni di gloria e l'Hôtel Negresco dovette cessare l'attività ricettiva, poiché requisito dalle autorità ai fini di ospitare provvisoriamente un ospedale militare. 
Questo destino fu comune anche al vicino Hôtel Carlton di Cannes e ad altre strutture turistiche della Costa Azzurra, che vide un brusco calo di presenze.
Al termine del conflitto l'albergo poté riaprire ma versava in condizioni critiche, dato l'intensivo utilizzo come ospedale.  L'economia del primo dopoguerra stentava a riprendere e l'afflusso di turisti che frequentavano la Costa Azzurra non fu più quello di un tempo; inoltre le ingenti spese che si sommarono per i grandi lavori di ripristino della struttura non consentirono a Henri Négresco di riprendersi da un tracollo economico ormai imminente.
Nel 1919 Henri Négresco scoprì anche di essere gravemente affetto da un cancro e, ormai malato e in rovina, dichiarò bancarotta.
Il celebre Hôtel Negresco venne messo all'asta e Henri Négresco morì il 14 maggio 1920 nel suo appartamento parigino al 74 di Avenue des Champs Elysées all'età di soli cinquant'anni.
L'Hôtel Negresco venne acquisito all'asta da una società belga alla fine del 1920 e tuttavia proseguì la sua storia fino ai giorni nostri, confermandosi uno dei più lussuosi alberghi della Costa Azzurra.